# Wagener (Carolina del Sud)
Wagener és una població dels Estats Units a l'estat de Carolina del Sud. Segons el cens del 2000 tenia 863 habitants.

## Demografia
Segons el cens del 2000, Wagener tenia 863 habitants, 347 habitatges i 239 famílies. La densitat de població era de 264,4 habitants/km².
Dels 347 habitatges en un 32,6% hi vivien nens de menys de 18 anys, en un 38% hi vivien parelles casades, en un 26,2% dones solteres, i en un 31,1% no eren unitats familiars. En el 27,4% dels habitatges hi vivien persones soles el 13% de les quals corresponia a persones de 65 anys o més que vivien soles. El nombre mitjà de persones vivint en cada habitatge era de 2,49 i el nombre mitjà de persones que vivien en cada família era de 3,04.
Per edats la població es repartia de la següent manera: un 28,2% tenia menys de 18 anys, un 9,4% entre 18 i 24, un 26,4% entre 25 i 44, un 22,6% de 45 a 60 i un 13,4% 65 anys o més.
L'edat mediana era de 36 anys. Per cada 100 dones de 18 o més anys hi havia 81,8 homes.
La renda mediana per habitatge era de 24.773 $ i la renda mediana per família de 29.833 $. Els homes tenien una renda mediana de 28.182 $ mentre que les dones 17.212 $. La renda per capita de la població era de 13.805 $. Entorn del 15,2% de les famílies i el 17,9% de la població estaven per davall del llindar de pobresa.

## Poblacions més properes
El següent diagrama mostra les poblacions més properes.